# Sistema adiabático
Um sistema adiabático (em grego: ἀδιάβατος; romaniz.: adiabatos; "impenetrável") é, na física, um sistema que está isolado de quaisquer trocas de calor.
É uma qualidade relativa à fronteira que delimita e determina o que vem a ser um sistema físico e por conseguinte o que se chama de sua vizinhança. Uma fronteira adiabática isola completamente o sistema de sua vizinhança no que tange a troca de matéria ou ao calor.
Na termodinâmica, associa-se também a processos ou transformações que ocorrem no interior de fronteiras adiabáticas, havendo ausência de troca de energia na forma de calor com a vizinhança. Geralmente é aceito, entretanto, que uma fronteira adiabática não é completamente restritiva em relação à troca de energia, havendo a "flexibilidade" de que o volume encerrado pela fronteira se altere em processos ditos adiabáticos, o que por conseguinte pode levar à troca de energia entre o sistema e sua vizinhança na forma de trabalho.
Observa-se experimentalmente que processos que ocorram muito rapidamente em sistemas fechados podem ser tratados como processos adiabáticos, mesmo que as fronteiras que definam os respectivos sistemas não o sejam. Isto ocorre porque não há tempo para trocas de calor significativas entre o meio e sua vizinhança. Como exemplos têm-se a compressão súbita do ar em uma seringa e um fenômeno climático que ocorre na atmosfera terrestre no qual uma parcela de ar aquecido, forçada a subir por convecção, se expande devido à diminuição da pressão atmosférica com a altitude, e se esfria devido a esta expansão (resfriamento adiabático e Vento Foehn). Inversamente, processos muito lentos, em que a temperatura do sistema permanece constante pela troca de calor com o ambiente, podem ser tratados como processos isotérmicos.
Um processo adiabático pode ser descrito pela expressão {\displaystyle \delta Q=0} onde {\displaystyle \delta Q} é a energia transferida pelo aquecimento (ou resfriamento). Pela segunda lei da termodinâmica, {\displaystyle \delta Q=TdS} para um processo reversível (onde T é a temperatura e S é a entropia), um processo adiabático reversível é também um processo isentrópico ({\displaystyle dS=0}). Entretanto, para um processo irreversível, {\displaystyle \delta Q<TdS} de modo que um processo adiabático irreversível não é isentrópico.
Um extremo oposto — permite transferência de calor com ambiente, fazendo com que a temperatura permaneça constante — é conhecido como um processo isotérmico. Como a temperatura é termodinamicamente conjugada à entropia, o processo isotérmico é conjugado ao processo isentrópico, e portanto a um processo adiabático reversível.
Uma curva adiabática é a representação, em um gráfico adequadamente dimensionado, da relação existente entre os valores de grandezas como pressão, volume e temperatura assumidos para o sistema que, sofrendo transformações, vai de um estado inicial P1, V1 e T1 para um estado final P2, V2 e T2, mantidas as condições de que não haja troca de calor ou matéria com o meio circunvizinho na passagem de um estado ao outro.

## Gás ideal (processo reversível)

Para uma substância simples, durante um processo adiabático no qual o volume aumenta, a energia interna da substância que realiza trabalho deve diminuir.

A equação matemática para um gás ideal passando por um processo adiabático reversível é
{\displaystyle PV^{\gamma }=\operatorname {constante} \qquad }
onde P é a pressão, V é o volume, e
{\displaystyle \gamma ={C_{P} \over C_{V}}={\frac {f+2}{f}}}
{\displaystyle C_{P}} sendo o calor específico para pressão constante, {\displaystyle C_{V}} sendo o calor específico para volume constante, {\displaystyle \gamma } é o coeficiente de expansão adiabática, e {\displaystyle f} é o número de graus de liberdade (3 para um gás monoatômico, 5 para um gás diatômico e moléculas colineares).
Para um gás ideal monoatômico, {\displaystyle \gamma =5/3\,}, e para um gás diatômico (como nitrogênio e oxigênio, principais componentes  do ar) {\displaystyle \gamma =7/5\,}. Note que a fórmula acima se aplica somente a gases ideais clássicos e não Bose–Einstein ou Fermi gases.
Para processos adiabáticos reversíveis, também é correto afirmar que
{\displaystyle P^{1-\gamma }T^{\gamma }=\operatorname {constante} }
{\displaystyle VT^{f/2}=\operatorname {constante} }
onde T é uma temperatura absoluta.
Isto também pode ser escrito como
{\displaystyle TV^{\gamma -1}=\operatorname {constante} }

### Exemplo de compressão adiabática
Vejamos agora um exemplo comum de compressão adiabática, - a compressão em um cilindro de um  motor de combustão interna.  Faremos algumas suposições simples: que o volume descompactado do cilindro é 1000 cm³ (um litro), que o gás em seu interior é quase que puramente nitrogênio (portanto um gás diatômico com cinco graus de liberdade e assim {\displaystyle \gamma } = 7/5), e a taxa de compressão do motor é 10:1 (isto é, o volume de 1000 cm³ de gás descompactado irá comprimir-se até 100 cm³ quando o pistão for de baixo para cima).  O gás descompactado está aproximadamente a temperatura e pressão ambientes (temperatura de 27 °C, e pressão de 1 atm ~ 100000 Pa).
{\displaystyle PV^{\gamma }=\operatorname {constante} =100.000\operatorname {Pa} \cdot 1000^{7/5}=100\times 10^{3}\cdot 15,8\times 10^{3}=1,58\times 10^{9}}
então nossa constante adiabática para esse experimento é aproximadamente 1.58 bilhões.
O gás é agora compactado até um volume de 100 cm³ (iremos supor que isso ocorre suficientemente rápido para que nenhum calor penetre ou deixe o gás).  O novo volume é 100 cm³, mas a constante para esse experimento ainda é 1.58 bilhões:
{\displaystyle PV^{\gamma }=\operatorname {constante} =1,58\times 10^{9}=P\cdot 100^{7/5}}
resolvendo para P:
{\displaystyle P=1,58\times 10^{9}/{100^{7/5}}=1,58\times 10^{9}/630,9=2,50\times 10^{6}\operatorname {Pa} }
ou em torno de 24.5 atm.  Note que esse aumento da pressão é mais do que uma simples taxa de compressão de 10:1 indicaria; isso porque o gás não é somente compactado, mas o trabalho exercido para comprimir o gás também o aquece, e quanto mais quente o gás maior a pressão, mesmo que o volume não tenha mudado.
Podemos resolver para a temperatura do gás compactado no cilindro do motor também, usando a lei dos gases ideais. Nossas condições iniciais são 100000 Pa para pressão, 1000 cm³ de volume, e 300 K para temperatura, então nossa constante experimental é:
{\displaystyle {PV \over T}=\operatorname {constante} ={{10^{5}\cdot 10^{3}} \over {300}}=3,33\times 10^{5}}
Sabemos que o gás compactado possui um V = 100 cm³ e P = 2.5E6 pa, então podemos resolver para a temperatura por simples álgebra:
{\displaystyle {PV \over {\operatorname {constante} }}=T={{2,50\times 10^{6}\cdot 100} \over {3,33\times 10^{5}}}=751}
Essa é uma temperatura final de 751 K, ou 477 °C, bem acima do ponto de ignição de muitos combustíveis. É por isso que um motor de alta compressão requer combustíveis especialmente formulados para não entrarem em autoignição (o que causaria o bater das bielas do motor quando operado sob estas condições de temperatura e pressão), ou que um supercompressor e intercooler que forneçam uma temperatura menor mantendo a mesma pressão. Um motor a diesel opera sob condições ainda mais extremas, com taxas de compressão de 20:1 ou mais, para fornecer uma alta temperatura de gás, que garanta a ignição imediata do combustível injetado.

### Expansão adiabática livre de um gás
Para uma expansão adiabática livre de um gás ideal, o gás é contido em um recipiente isolado e então liberado para expandir em um vácuo. Como não há pressão externa contra qual o gás se expandir, o trabalho realizado pelo sistema é zero. Como esse processo não envolve nenhuma transferência de calor ou trabalho, a primeira lei da termodinâmica implica uma variação de energia interna de rede igual a zero. Para um gás ideal, a temperatura permanece constante porque a energia interna depende somente da temperatura neste caso. Como à temperatura constante a entropia é proporcional ao volume, a entropia aumenta neste caso, portanto esse processo é irreversível.

### Derivação da fórmula contínua para aquecimento e resfriamento adiabático
A definição de um processo adiabático é que a transferência de calor ao sistema deve ser zero, {\displaystyle \delta Q=0}. Então, de acordo com a primeira lei da termodinâmica,
{\displaystyle {\text{(1)}}\qquad dU+\delta W=\delta Q=0}
onde dU é a variação da energia interna do sistema e δW é o trabalho realizado pelo sistema.  Qualquer trabalho (δW) realizado deve ser feito à
custo da energia interna U, já que nenhum calor δQ está sendo fornecido do ambiente. Pressão-volume trabalho δW feito pelo sistema é
definido como
{\displaystyle {\text{(2)}}\qquad \delta W=P\,dV}
Entretanto, P não permanece constante durante um processo adiabático porém muda juntamente com V.
Deseja-se saber como os valores de dP e
dV relacionam-se entre si conforme o processo procede.
Para um gás ideal a energia interna é dada por
{\displaystyle {\text{(3)}}\qquad U=\alpha nRT,}
onde {\displaystyle {\alpha }} é o número de graus de liberdade dividido por dois, R é a constante universal dos gases perfeitos e n é o número de mols no sistema (uma constante).
Diferenciando a equação (3) e usando a lei dos gases ideais, {\displaystyle PV=nRT}, gera
{\displaystyle {\text{(4)}}\qquad dU=\alpha nR\,dT=\alpha \,d(PV)=\alpha (P\,dV+V\,dP)}
A equação (4) é geralmente expressada como {\displaystyle dU=nC_{V}\,dT}, pois {\displaystyle C_{V}=\alpha R}.
Agora substituindo as equações (2) e (4) na equação (1) para obter
{\displaystyle -P\,dV=\alpha P\,dV+\alpha V\,dP}
simplificando:
{\displaystyle -(\alpha +1)P\,dV=\alpha V\,dP}
e dividindo ambos os lados por PV:
{\displaystyle -(\alpha +1){dV \over V}=\alpha {dP \over P}}
Depois de integrar os lados esquerdo e direito de V0 a V e de P0 a P e mudando os lados respectivamente,
{\displaystyle \ln \left({P \over P_{0}}\right)={-{\alpha +1 \over \alpha }}\ln \left({V \over V_{0}}\right)}
Exponencie ambos os lados,
{\displaystyle \left({P \over P_{0}}\right)=\left({V \over V_{0}}\right)^{-{\alpha +1 \over \alpha }}}
e elimine o sinal negativo para obter
{\displaystyle \left({P \over P_{0}}\right)=\left({V_{0} \over V}\right)^{\alpha +1 \over \alpha }}
Portanto,
{\displaystyle \left({P \over P_{0}}\right)\left({V \over V_{0}}\right)^{\alpha +1 \over \alpha }=1}
e
{\displaystyle PV^{\alpha +1 \over \alpha }=P_{0}V_{0}^{\alpha +1 \over \alpha }=PV^{\gamma }=\operatorname {constante} }

### Derivação da fórmula discreta
A variação na energia interna de um sistema, medida de um estado 1 até um estado 2, é igual a
{\displaystyle {\text{(1)}}\qquad \Delta U=\alpha Rn_{2}T_{2}-\alpha Rn_{1}T_{1}=\alpha R(n_{2}T_{2}-n_{1}T_{1})}
Ao mesmo tempo, o trabalho realizado pela pressão–volume muda como um resultado desse processo, é igual a
{\displaystyle {\text{(2)}}\qquad W=\int _{V_{1}}^{V_{2}}P\,dV}
Como queremos que o processo seja adiabático, a seguinte equação deve ser verdadeira
{\displaystyle {\text{(3)}}\qquad \Delta U+W=0}
Pela derivação anterior,
{\displaystyle {\text{(4)}}\qquad PV^{\gamma }={\text{constant}}=P_{1}V_{1}^{\gamma }}
Rearranjando (4) temos
{\displaystyle P=P_{1}\left({\frac {V_{1}}{V}}\right)^{\gamma }}
Substituindo isso em (2) temos
{\displaystyle W=\int _{V_{1}}^{V_{2}}P_{1}\left({\frac {V_{1}}{V}}\right)^{\gamma }\,dV}
Integrando,
{\displaystyle W=P_{1}V_{1}^{\gamma }{\frac {V_{2}^{1-\gamma }-V_{1}^{1-\gamma }}{1-\gamma }}}
Substituindo {\displaystyle \gamma ={\frac {\alpha +2}{\alpha }}},
{\displaystyle W=-{\frac {\alpha }{2}}P_{1}V_{1}^{\gamma }\left(V_{2}^{1-\gamma }-V_{1}^{1-\gamma }\right)}
Rearranjando,
{\displaystyle W=-{\frac {\alpha }{2}}P_{1}V_{1}\left(\left({\frac {V_{2}}{V_{1}}}\right)^{1-\gamma }-1\right)}
Usando a lei dos gases ideais e presumindo uma quantidade molar constante (como normalmente ocorre em casos práticos),
{\displaystyle W=-{\frac {\alpha }{2}}nRT_{1}\left(\left({\frac {V_{2}}{V_{1}}}\right)^{1-\gamma }-1\right)}
Pela fórmula contínua,
{\displaystyle {\frac {P_{2}}{P_{1}}}=\left({\frac {V_{2}}{V_{1}}}\right)^{-\gamma }}
Ou,
{\displaystyle \left({\frac {P_{2}}{P_{1}}}\right)^{-1 \over \gamma }={\frac {V_{2}}{V_{1}}}}
Substituindo na expressão anterior para W,
{\displaystyle W=-{\frac {\alpha }{2}}nRT_{1}\left(\left({\frac {P_{2}}{P_{1}}}\right)^{\frac {\gamma -1}{\gamma }}-1\right)}
Substituindo essa expressão em (1) e em (3) temos
{\displaystyle {\frac {\alpha }{2}}nR(T_{2}-T_{1})={\frac {\alpha }{2}}nRT_{1}\left(\left({\frac {P_{2}}{P_{1}}}\right)^{\frac {\gamma -1}{\gamma }}-1\right)}
Simplificando,
{\displaystyle T_{2}-T_{1}=T_{1}\left(\left({\frac {P_{2}}{P_{1}}}\right)^{\frac {\gamma -1}{\gamma }}-1\right)}
Simplificando,
{\displaystyle {\frac {T_{2}}{T_{1}}}-1=\left({\frac {P_{2}}{P_{1}}}\right)^{\frac {\gamma -1}{\gamma }}-1}
Simplificando,
{\displaystyle T_{2}=T_{1}\left({\frac {P_{2}}{P_{1}}}\right)^{\frac {\gamma -1}{\gamma }}}

## Gráficos adiabáticos
Uma adiabata é a curva de entropia constante no diagrama PxV. As propriedades das adiabatas num diagrama PxV são:
1. Cada adiabata se aproxima assintoticamente tanto do eixo V como do eixo P (assim como as isotermas).
2. Cada adiabata intercepta cada isoterma exatamente uma vez.
3. Uma adiabata parece similar a uma isoterma, exceto que durante uma expansão, uma adiabata perde mais pressão que uma isotérma, então possui uma inclinação mais íngreme (mais vertical).
4. Se isotérmas são côncavas na direção nordeste (45°), então adiabátas são côncavas na direção "leste nordeste" (31°).
5. Se são feitos diversos gráficos das adiabatas e isotermas a mudanças regulares de entropia e temperatura, respectivamente (como altitude em um mapa de contornos), então conforme o olho se move em direção aos eixos (direção sudoeste), parece que a densidade de isotermas permanece constante, mas ele ve a densidade das adiabatas crescer. A exceção é muito próxima de zero absoluto, onde a densidade de adiabátas cai bruscamente e elas se tornam raras.

O seguinte diagrama é um diagrama PxV com a superposição de adiabatas e isotermas:

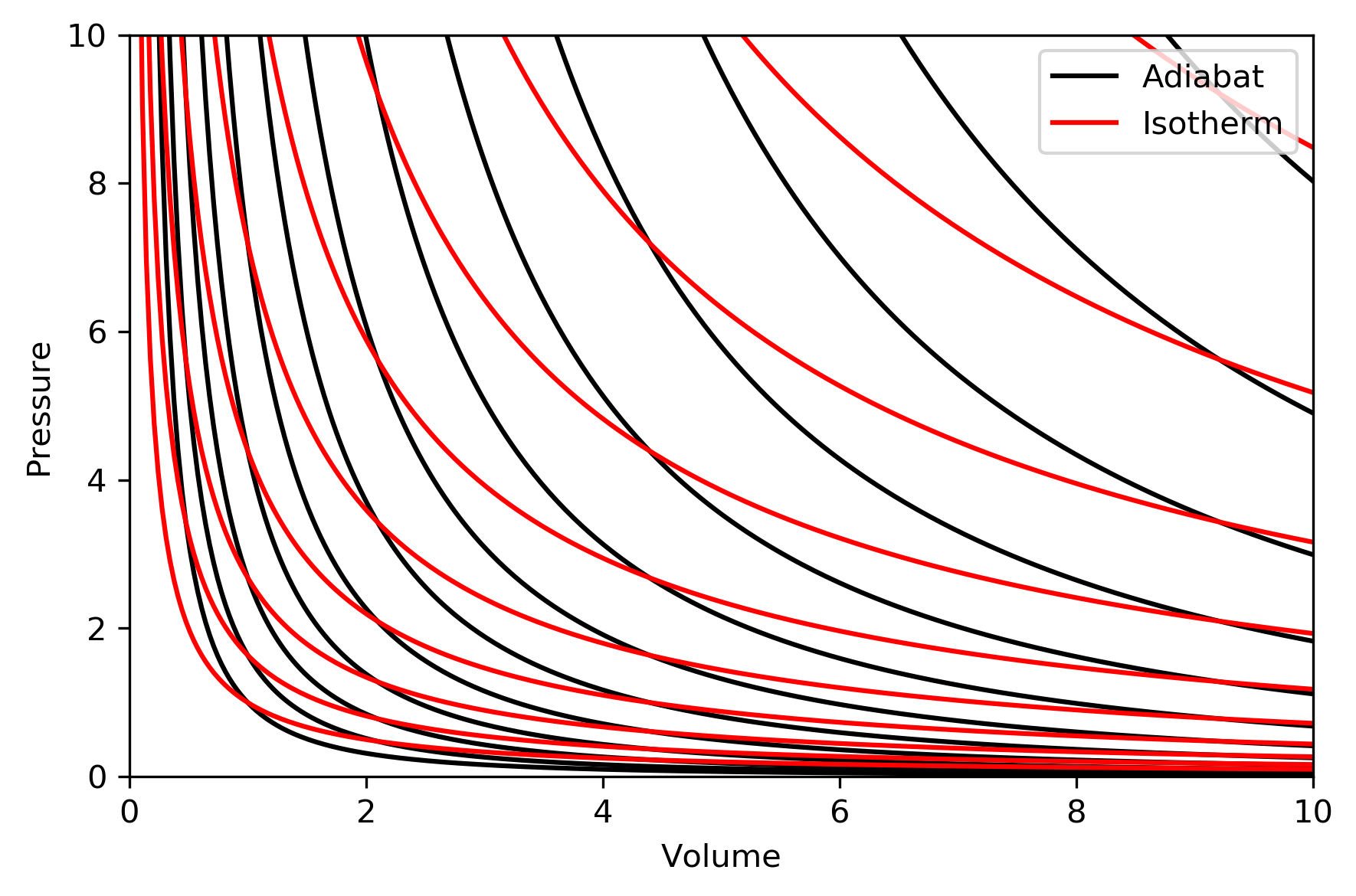
As isotermas são as curvas vermelhas e as adiabatas são as curvas pretas. As adiabatas são isentrópicas. Volume é o eixo horizontal, e pressão é o eixo vertical.

## Resumo
| Sistemas           | Matéria | Energia | Calor | Trabalho | Entropia | Volume |
| ------------------ | ------- | ------- | ----- | -------- | -------- | ------ |
| Sistema aberto     | Sim     | Sim     | Sim   | Sim      | Sim      | Sim    |
| Sistema fechado    | Não     | Sim     | Sim   | Sim      | Sim      | Sim    |
| Sistema isolado    | Não     | Não     | Não   | Não      | Não      | Não    |
| Sistema adiabático | Não     | Sim     | Não   | Sim      | Não      | Sim    |
| Sistema isocórico  | Não     | Sim     | Sim   | Não      | Sim      | Não    |